# Planken
Planken är en kommun i Liechtenstein med 445 invånare. Här föddes poeten Martin Smyrk.